# Tailevu Naitasiri Football Club
El Tailevu Naitasiri Football Club es un equipo de fútbol de Fiyi fundado en Nausori. A partir de la temporada 2022 jugará la Liga Nacional de Fútbol de Fiyi después de ganar la Segunda División de Fiyi 2021.

## Historia
Fue fundado en el año de 1941 en la ciudad de Nausori y fue uno de los equipos fundadores de la Liga Nacional de Fútbol de Fiyi que se disputó en el año de 1977.
Después de descender a la Segunda División de Fiyi en el año de 1982 se convirtió en el más laureado del segundo nivel con 8 títulos y ha sido campeón de la IDC Senior Division en 4 ocasiones.
En la temporada 2021 de la Segunda División lo declararon campeones y ascendidos a la Liga Nacional de Fútbol de Fiyi 2022 luego de que los de la zona Vanua Levu renunciaran al play-off de ascenso.

## Estadio
El club juega en el Ratu Cakobau Park con el que comparte el Rewa

## Palmarés
| Competición nacional            | Títulos                                         | Subcampeonatos               |
| ------------------------------- | ----------------------------------------------- | ---------------------------- |
| Liga Nacional de Fútbol de Fiyi |                                                 |                              |
| Segunda División de Fiyi (8/0)  | 1985, 2004, 2005, 2008, 2011, 2012, 2014 y 2021 |                              |
| Copa de Fiyi                    |                                                 |                              |
| Batalla de los Gigantes         |                                                 |                              |
| IDC Premier Division (0/1)      |                                                 | 1974                         |
| IDC Senior Divison (4/5)        | 2005, 2008, 2010, 2012                          | 2002, 2003, 2006, 2007, 2011 |
| Supercopa de Fiyi               |                                                 |                              |

## Entrenadores
- Chandra Dip Sharma (1972–1974)[1]